# 独蒜兰
独蒜兰（学名：Pleione bulbocodioides）为兰科独蒜兰属下的一个种。

## 扩展阅读
- 維基物種上的相關：独蒜兰